# Placidula albofasciata
Placidula albofasciata är en fjärilsart som beskrevs av Jose Francisco Zikán 1941. Placidula albofasciata ingår i släktet Placidula och familjen praktfjärilar. Inga underarter finns listade i Catalogue of Life.